# Мелконян, Агоп
Агоп Магардыч Мелконян (болг. Агоп Мъгърдич Мелконян; 10 марта 1949, Бургас — 24 июля 2006, София) — болгарский писатель-фантаст, переводчик, автор научно-популярных публикаций и издатель. Первый лауреат национальной премии в области фантастики «Гравитон» (1991 год).

## Биография
Агоп Мелконян родился в Бургасе в семье выходцев из Армении. Окончил Бургасское Армянское училище, затем электротехникум в Пловдиве. Позже получил два высших образования: в 1974 году в Политехническом университете, а в 1977 году на факультете журналистики Софийского университета.
Как поэт Мелконян дебютировал в 1968 году. В студенческие годы составлял материалы для различных периодических изданий, сочинял пьесы, в дальнейшем ставившиеся в театрах Болгарии. С 1972 по 1992 год Мелконян был постоянным автором еженедельника «Орбита», где публиковал статьи на научные и технические темы. Общее число публикаций Мелконяна в «Орбите» составляет около четырёх тысяч. Перу Мелконяна принадлежат также четыре научно-популярные книги и сценарии десяти научно-популярных фильмов.
Мелконян — член Союза болгарских журналистов, Содружества болгарских писателей и Международной организации журналистов. В 1972 году опубликован его первый фантастический рассказ, «Самый долгий смех». В 1980 году вышла его первая персональная книга — сборник «Память о мире», в 1984 году написана «Антиутопия» — первая в Болгарии пьеса в научно-фантастическом жанре. В 1989 году Мелконян написал роман «Смерть в раковине», рассказывающий о порабощении человечества искусственными людьми, способными к размножению и «излечившими» своих создателей от самостоятельного творческого мышления. В начале 1990-х годов роман должен был выйти отдельной книгой, но по неизвестной причине весь тираж, кроме нескольких экземпляров, был уничтожен.
Виталий Карацупа в «Архиве фантастики» отмечает тонкий психологизм и безупречный стиль философской фантастики Мелконяна, которой тот часто придавал притчевую форму. Сочинения Мелконяна переведены на 65 языков. Сам Мелконян, помимо собственного творчества, был известен как переводчик на болгарский язык русскоязычной и англоязычной фантастики, в том числе произведений Э. А. По, Ф. Брауна, А. и Б. Стругацких, Кира Булычёва.
В 1979 году Мелконян стал одним из основателей серии «Библиотека „Галактика“» варнского издательства «Георги Бакалов», оставаясь членом её редколлегии до 1990 года. С 1990 года он был главным редактором и издателем журнала фантастики «Омега», в 1997 году основал ещё один фантастический журнал — «Върколак» (с 1999 года носит название «Зона F»). Издал несколько антологий болгарской фантастики, с 1993 года — владелец издательства «Ерато-Арт», специализирующегося на классической поэзии.
Агоп Мелконян — один из основателей кафедры арменистики Софийского университета, где преподавал армянскую филологию. Переводил армянскую поэзию. Вёл исследования армянской литературы, участвовал в подготовке изданий «Армянские художники в Болгарии, 1897—1997» (1997), «Армянская лирика», «Армянская литература V—XVIII века» и «Армянские иконы» (все — 2001).
Агоп Мелконян был женат, имел двоих сыновей. Умер в 2006 году в Софии от рака крови. Похоронен в Бургасе.

### Роман
- 1994 — Смерть в раковине

### Повести
- 1980 — Память о мире
- 1983 — Бедный мой Бернандие
- 1983 — Греховно и неприкосновенно
- 1987 — Убийство в Нью-Вавилоне

### Сборники
- 1980 — Память о мире
- 1983 — Греховно и неприкосновенно
- 1987 — Via Dolorosa
- 1999 — Живые тени
- 2004 — Сутолока для душ
- 2007 — …территория, не тронутая позором
- 2009 — Вверх по лестнице к Богу

### Пьеса
- 1984 — Антиутопия

## Признание заслуг
В 1991 году Агоп Мелконян стал первым лауреатом болгарской национальной премии «Гравитон», вручаемой за произведения литературы и искусства в жанре фантастики. Он также номинировался на награду лучшему автору-фантасту Европы на конгрессе «Еврокон-2006». После его смерти его именем была названа одна из улиц Бургаса, а в сентябре 2006 года Мелконяну было посмертно присвоено звание Почётного гражданина Бургаса.